# Monoculus
Monoculus là một chi thực vật có hoa trong họ Cúc (Asteraceae).

## Loài
Chi Monoculus gồm các loài: